# Dariusz Kosedowski
Dariusz Kosedowski (ur. 23 maja 1963 w Tczewie) – polski bokser, reprezentant Polski.

## Kariera
Dwukrotnie startował w mistrzostwach Europy: w Budapeszcie 1985 i w Turynie 1987 w wadze lekkiej, za każdym razem dochodząc do ćwierćfinału. Był brązowym medalistą Mistrzostw Europy Juniorów w Schwerinie w 1982 w wadze piórkowej.
Trzykrotnie osiągał wicemistrzostwo Polski w wadze lekkiej (1984, 1986 i 1987), a latach 1982 i 1983 zdobywał brązowe medale w wadze piórkowej. Był też mistrzem Polski juniorów (1980 waga kogucia) i młodzieżowym (1981 i 1982 w wadze piórkowej). W 1987 zwyciężył w Turnieju im. Feliksa Stamma w wadze lekkiej. Czterokrotnie walczył w meczach reprezentacji Polski (2 zwycięstwa).
Boksował najpierw w Stoczniowcu Gdańsk, a potem w Legii Warszawa, z którą pięciokrotnie zdobywał drużynowe mistrzostwo Polski w latach 1982–1986.
Po pozostaniu w RFN w 1988 próbował sił w boksie zawodowym, ale bez sukcesów.

## Życie prywatne
Jest najmłodszym z trzech braci bokserów. Nie osiągnął takich sukcesów jak starsi Leszek i Krzysztof, ponieważ zdecydował się na pozostanie za granicą.